# 彭韦南
彭韦南（法語：Penvénan，法語發音：[pɛnvenɑ̃] ⓘ）是法国阿摩尔滨海省的一个市镇，位于该省西北部，属于拉尼永区。该市镇总面积19.84平方公里，2009年时的人口为2636人。

## 地名
由于语源的关系，该地名的拼读方式不（完全）符合法语正字法，其发音为[pɛnvenɑ̃]，《世界地名翻译大辞典》与《世界地名译名词典》将其误译作“庞韦南”。

## 人口
彭韦南人口变化图示